# Volkswagen Santana
Pour les articles homonymes, voir Santana.

## Santana

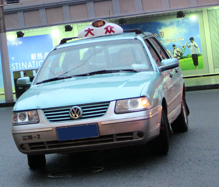
Taxi Shanghai-Volkswagen Santana 3000

La Santana est une berline tricorps de Volkswagen, basée sur la seconde génération de Volkswagen Passat (B2). Elle a d'abord été introduite en 1981 et elle est produite jusqu'en 2013 en Chine (où elle a connu un grand succès). 
En Amérique du Nord, elle est aussi connue comme la Quantum, tandis qu'en Amérique du Sud, elle est nommée Corsar (Mexique), Carat (Argentine) ou Quantum. En Europe, le nom de Santana est abandonné en 1985 et la voiture est ensuite vendue sous le nom de Passat. La production européenne prend fin en 1988. Ce modèle est aussi vendu sous le nom de Ford Versailles.

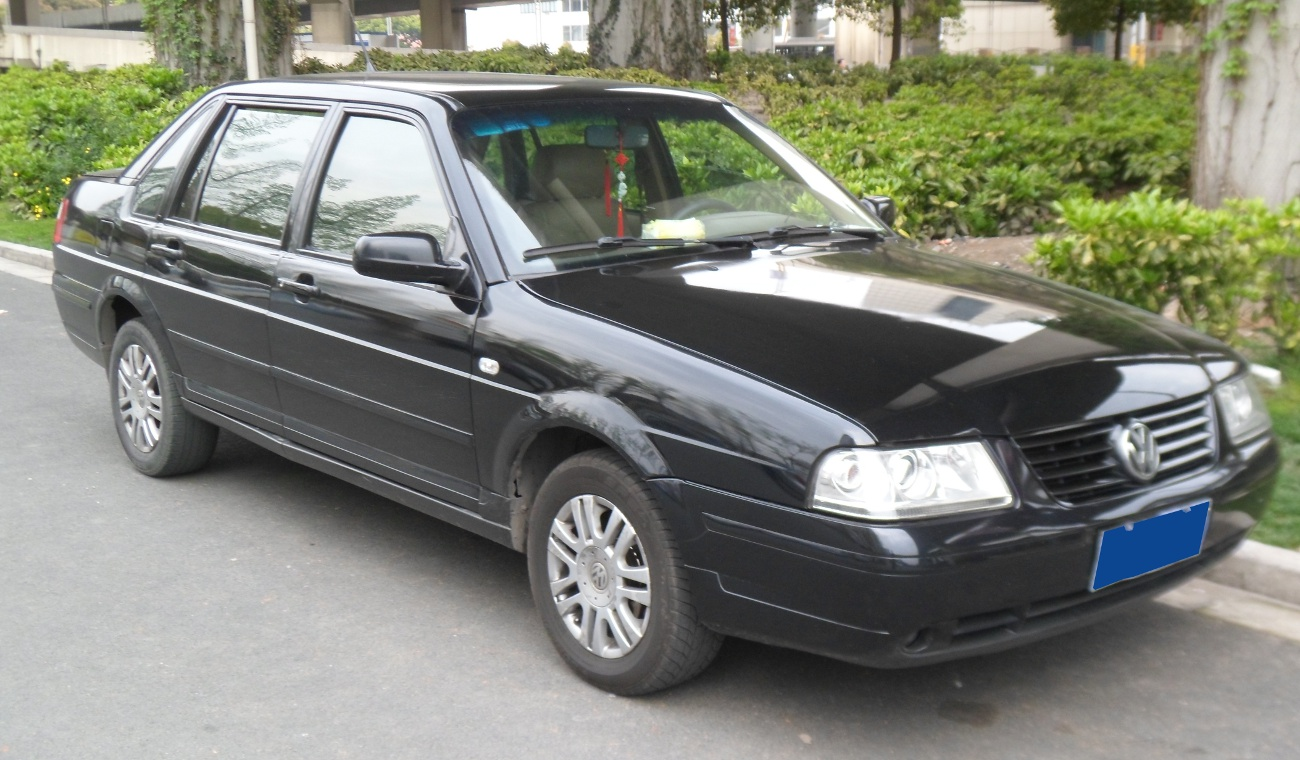
santana 3000

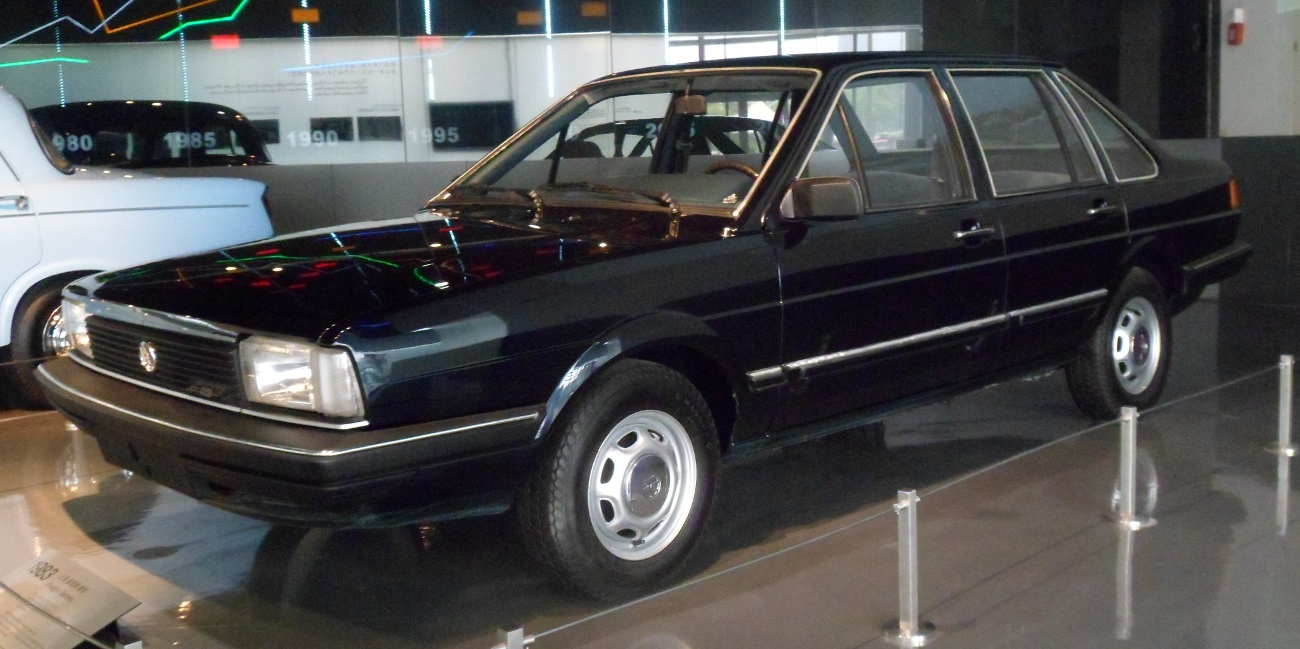
Santana

Notamment sous l'impulsion de Shanghai Automotive Industry Corporation, cette voiture est très présente à Shanghai sur le marché des taxis.

### New Santana
En octobre 2013, une nouvelle Santana est présentée à Wolfsburg. Elle est basée sur la plateforme New AO5+. Elle est vendue en Chine,.Elle repose sur le châssis de la Skoda Rapid. Ses moteurs sont
- un 4 cylindres en ligne 1.4l de 90ch traction délivrant une vitesse de 181km/h

- un 4 cylindres en ligne 1.6l de 110ch traction délivrant une vitesse de 200km/h

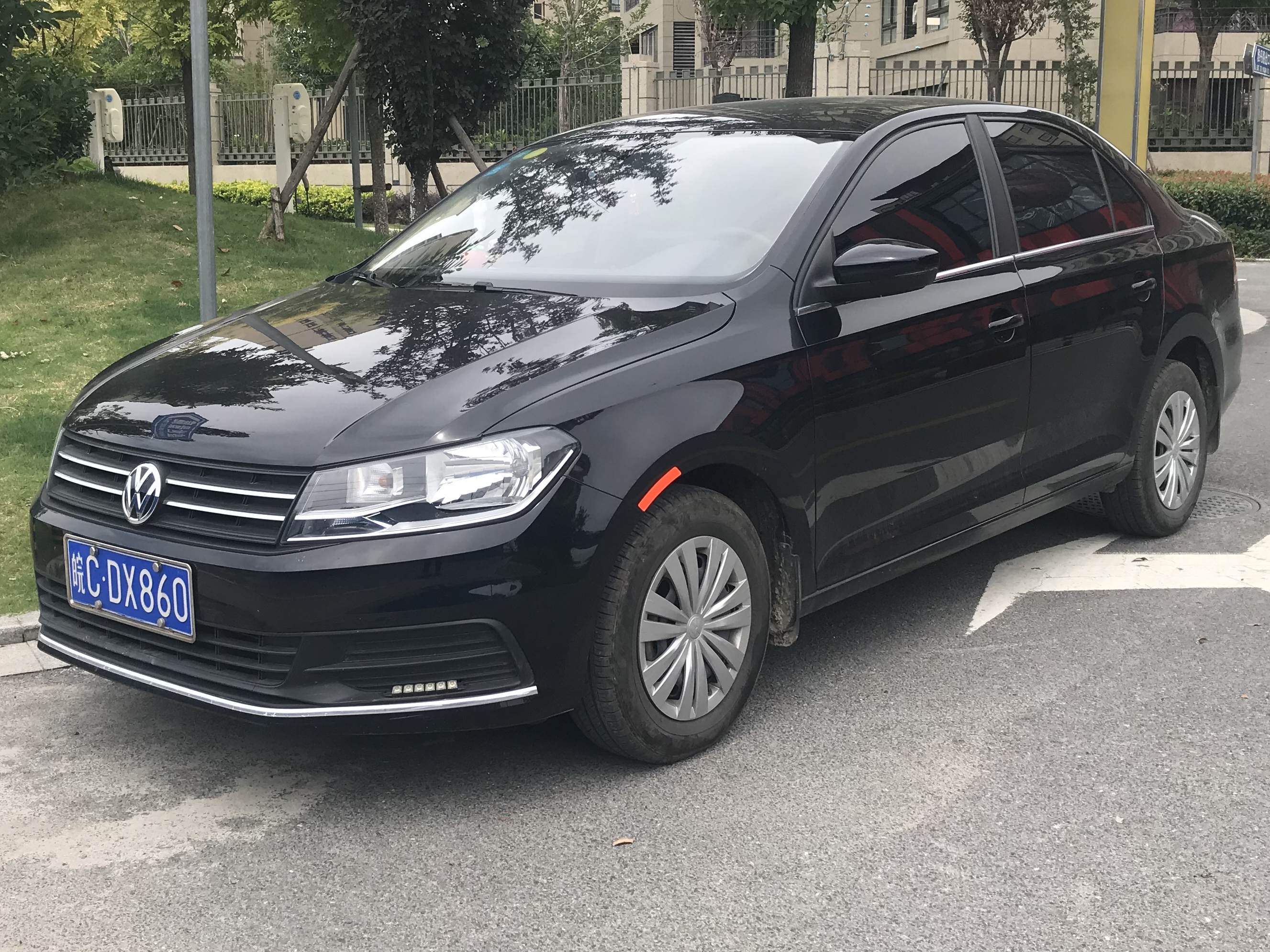
new Santana 2

Elle possède une version break nommée "Grand Santana". La Santana peut disposer des sièges cuir, sièges chauffants, volant multifonctions, phares avant Xénon.
En 2018, la New Santana est restylée.

## Références

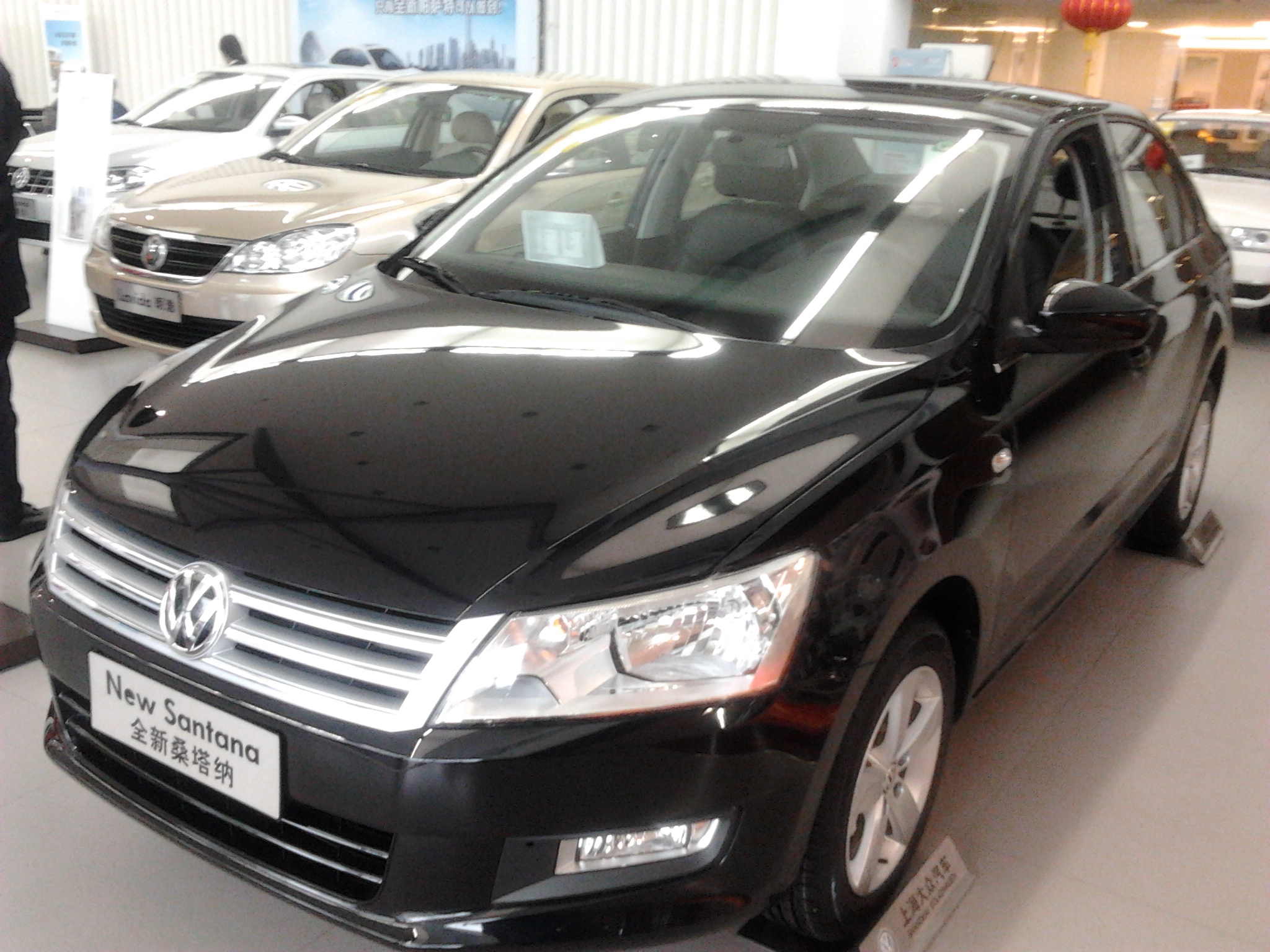
NEW SANTANA